# ناتاشا فرمیر
ناتاشا فرمیر (هلندی: Natasja Vermeer) بازیگر، خواننده و مانکن اهل هلند است.